# New York State Assembly

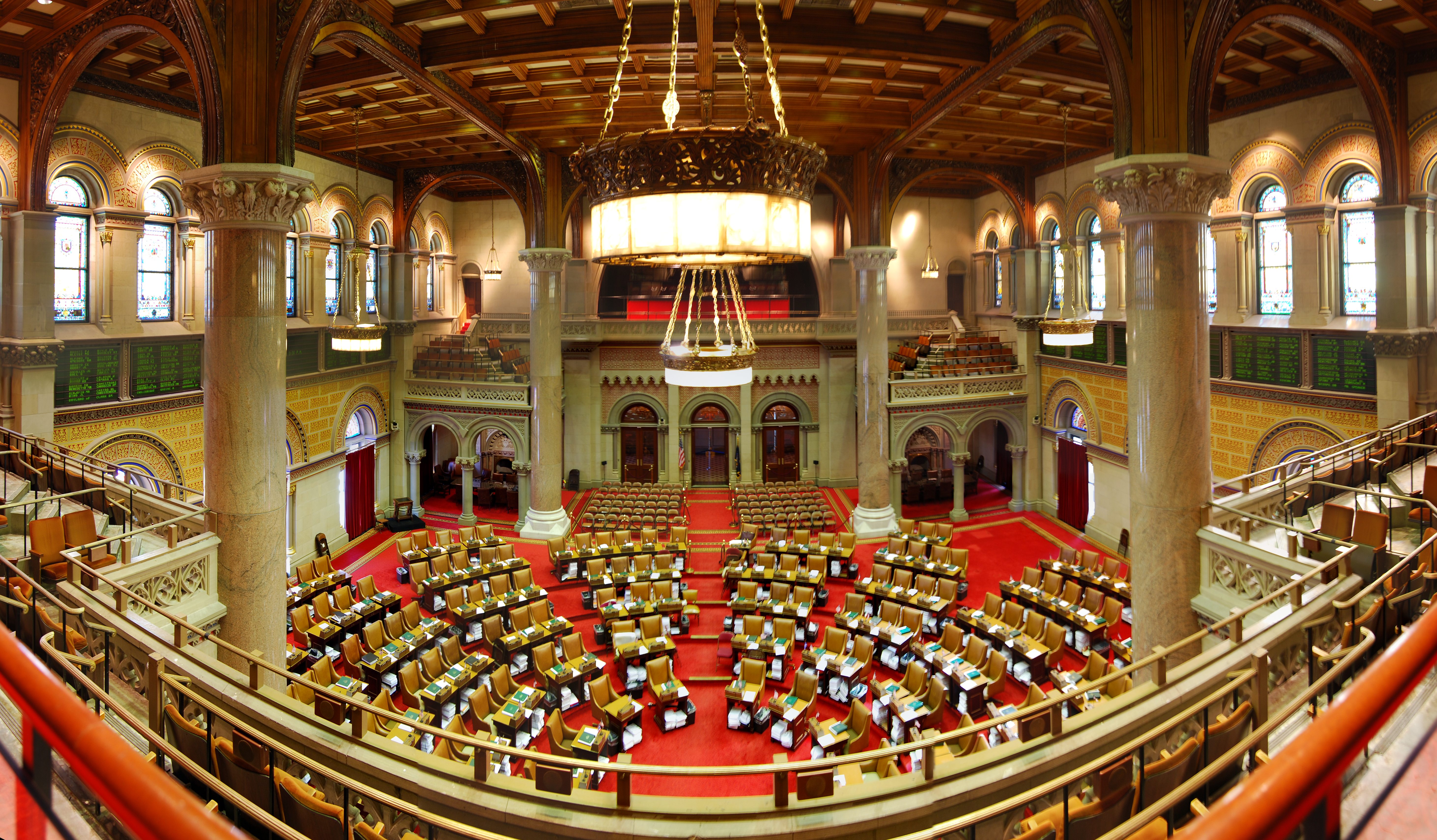
Halfrond van het New York State Assembly in het New York State Capitol in Albany

Het New York State Assembly is het lagerhuis van de New York State Legislature, de wetgevende macht van de Amerikaanse staat New York. Het assemblee komt net als het New York State Senate samen in het New York State Capitol in Albany.
Iedere twee jaar kiezen de inwoners van de staat 150 volksvertegenwoordigers; één per kiesdistrict. In het New York State Assembly heeft de Democratische Partij een absolute meerderheid sinds 1975. Democraat Carl Heastie is sinds 2015 speaker van het assemblee.
De bevoegdheden van het lager- en hogerhuis zijn grotendeels dezelfde. Wetsvoorstellen moeten door beide kamers worden goedgekeurd om wetten te worden.

## Bekende (ex-)leden
- Stephen Van Rensselaer III, zetelde van 1789 tot 1791
- Peter H. Wendover, zetelde in 1804
- Henry J. Raymond, zetelde van 1850 tot 1851 en opnieuw in 1862
- Robert Ferdinand Wagner jr., zetelde van 1938 tot 1942
- Chuck Schumer, zetelde van 1975 tot 1980
- Joseph Crowley, zetelde van 1987 tot 1998
- Hakeem Jeffries, zetelde van 2007 tot 2012
- Zohran Mamdani, zetelt sinds 2021